# Etzleben
Etzleben település Németországban, azon belül Türingiában. Lakosainak száma 267 fő (2023. december 31.).

## Népesség
A település népességének változása:
| Lakosok száma | 262  | 261  | 266  | 263  | 267  |
|               | 2017 | 2019 | 2021 | 2022 | 2023 |